# Coyote (vehículo de reconocimiento)
El Coyote es un vehículo blindado construido por General Dynamics, y que entró en servicio en 1996. Se basa en el Piraña 8x8 de fabricación suiza. Fue desarrollado en Canadá con el propósito de sustituir a los AVGP del Ejército canadiense y es utilizado como vehículo de reconocimiento.

## Usuarios
- Canadá
  - Ejército canadiense: 203 unidades.

### Desarrollos relacionados
- Piranha I
  -  AVGP
  -  LAV-25
    -  ASLAV
- Piranha II
  -  Bison
  -  Coyote
- Piranha IIIH
  -  LAV III
    -  Stryker
    -  NZLAV
- Piranha IV

### Vehículos similares
- FNSS PARS
- VBCI
- BTR-90
- Boxer MRAV
- Patria AMV
- VBM Freccia
- Pandur II
- BTR-3